# Kalvarienberg (Dorweiler)

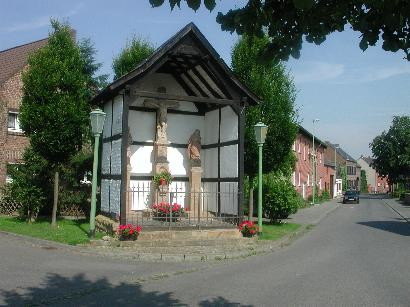
Kreuzigungsgruppe

Der Kalvarienberg in Dorweiler ist eine Kreuzigungsgruppe in einem Fachwerkumbau in Dorweiler bei Nörvenich, Kreis Düren.
Die Kreuzigungsgruppe wurde im Jahre 1763 erbaut. Die aus Nideggener Rotsandstein gearbeitete Figurengruppe hat einen „schützenden“ Fachwerkumbau. Dieser Schutz hat der aggressiven Luft der letzten Jahrzehnte keinen Widerstand leisten können. 
1979 war der weiche Stein so angegriffen, dass sich schon beim bloßen Anfassen große Partien des Materials ablösten und in kleinste Sandpartikel zerfielen. Die eingemeißelte Beschriftung war schon 1975 so verstümmelt, dass man damals nur noch die nachstehenden Worte lesen konnte:
| links              | Mitte              | rechts        |
| ------------------ | ------------------ | ------------- |
| MATER              | in                 | S             |
| DOLOROSA           | CrVCI DoMInI       | JOHANNES      |
| OPN                | saLVs              | OPN           |
| Maria              | weiter unleserlich | 1763          |
| voller Schmerzen   |                    | Johannes      |
| ist                |                    | in dem Leyden |
| weiter unleserlich |                    | von Jesum     |
|                    |                    | will scheiden |

Im Chronogramm in der Mitte ist die Jahreszahl 1763 enthalten.
Am Schaft des Kreuzes ist die Kapellenpatronin Margaretha mit dem Lindwurm eingemeißelt.
Korpus und Figuren waren Anfang der 1980er Jahre noch in relativ gutem Zustand. Allerdings ist die frühere farbige Fassung fast völlig verloren.
1980 hat die Gemeinde Nörvenich eine umfassende Sanierung des Denkmals eingeleitet. Die Waldbröler Restauratorin Christa König hat die Figurengruppe in dreijähriger Arbeit überholt und dabei besonders das lose Steinmaterial gesichert und gehärtet. Die Restaurierungsarbeiten wurden am 15. Mai 1981 abgeschlossen.
Die Kosten in Höhe von 36.704,15 DM haben die Gemeinde Nörvenich, der Landeskonservator und ein Dorweiler Bürger (5.000 DM) aufgebracht.
Die Kreuzigungsgruppe wurde am 7. März 1985 in die Denkmalliste der Gemeinde Nörvenich unter Nr. 7 eingetragen.
Koordinaten: 50° 47′ 34,6″ N, 6° 40′ 31,8″ O